# 竇誕
竇 誕（とう たん、生没年不詳）は、中国の唐の政治家。本貫は扶風郡平陵県。

## 経歴
竇抗の三男として生まれた。隋の仁寿年間に、朝請郎として任官した。617年、丞相府祭酒として召され、殿中監に転じ、安豊郡公に封ぜられ、李淵の娘の襄陽公主を妻とした。李世民に従って薛挙に対する征戦に従い、元帥府司馬となった。刑部尚書・太常卿を歴任した。李淵の諸子でまだ幼い者たちの家事をつかさどった。また梁州都督として出向した。
627年、右領軍大将軍に任ぜられ、大理卿に転じ、莘国公に進封された。太廟を修築して、五百段の織物を受けた。殿中監となったが、病気のため免職され、宗正卿となった。病のために受け答えに支障があり、失態が続いたので、太宗（李世民）の命により光禄大夫として致仕し、邸に隠居した。まもなく世を去った。工部尚書・荊州刺史の位を追贈された。諡を安といった。

## 伝記資料
- 『旧唐書』巻六十一 列伝第十一「竇誕伝」
- 『新唐書』巻九十五 列伝第二十「竇誕伝」